# Espelette
Espelette (in basco Ezpeleta, in occitano Espeleta) è un comune francese di 2 013 abitanti situato nel dipartimento dei Pirenei Atlantici nella regione della Nuova Aquitania.
Il nome del luogo Espelette appare nelle forme Spelette ed Espelete (rispettivamente 1233 e 1256, carta di Bayonne), Ezpeleta (1384, volume Duchesne della collezione CX), Ispelette (1465, capitolo di Bayonne), Espelette (1650, mappa del governo generale di Guienne e Guascogne e paesi circostanti), Sanctus Stephanus d'Espelette (1764, diocesi di Bayonne) ed Ezpeleta nel diciannovesimo secolo.

## Società

### Evoluzione demografica
Abitanti censiti